# Le Monêtier-les-Bains
Le Monêtier-les-Bains è un comune francese di 1 092 abitanti situato nel dipartimento delle Alte Alpi della regione della Provenza-Alpi-Costa Azzurra.
Si trova lungo il corso del fiume Guisane nella valle omonima ed all'interno del parco nazionale des Écrins.

## Società

### Evoluzione demografica
Abitanti censiti